# Tim Zeelen
Tim-Christopher Zeelen (* 21. Februar 1983 in Berlin) ist ein deutscher Politiker (CDU).
Zeelen legte 2002 das Abitur an der Katholischen Schule Salvator in Berlin-Waidmannslust ab. Er war danach Management Trainee bei TransGlobe Management in Toronto, studierte Betriebswirtschaft und Rechtswissenschaft an den Universitäten Würzburg und Potsdam und war Mitarbeiter im Marketing bei den PUK-Werken KG in Berlin-Neukölln. Heute  studiert er Politikwissenschaften in Hannover und ist Büroleiter im Deutschen Bundestag.
Zeelen gehört der CDU Reinickendorf seit 2005 an. Er gehörte dem Ortsvorstand der CDU Tegel an und war stellvertretender Landesvorsitzender der Jungen Union Berlin. Bis 2012 war er Kreisvorsitzender der Jungen Union Reinickendorf. Er war Teil des Kreisvorstands der CDU Reinickendorf. Von 2015 bis zum 25. November 2021 war er Ortsvorsitzender des Ortsverbandes Borsigwalde. Als seine Nachfolgerin wurde Kerstin Köpen gewählt, die seit dem 10. April 2019 Vorsteherin der BVV Reinickendorf ist.
Zeelen war von 2006 bis 2011 Bürgerdeputierter in der Bezirksverordnetenversammlung Reinickendorf. 2011 wurde er Mitglied der dortigen Bezirksverordnetenversammlung, legte dieses Mandat jedoch bald nieder, nachdem er für Emine Demirbüken-Wegner im Dezember 2011 in das Abgeordnetenhaus von Berlin nachrückte. 2016 konnte er seinen Wahlkreis direkt gewinnen und vertritt nun Borsigwalde, Waidmannslust, Wittenau und Teile von Tegel im Abgeordnetenhaus. Dort ist er stellvertretender Vorsitzender der CDU-Fraktion.
Im August 2020 kündigte Zeelen an, für die Wahl zum Abgeordnetenhaus 2021 auf eine erneute Kandidatur zu verzichten.
Er ist verheiratet und seit 2014 Vater einer Tochter.